# Sean Kinney
Sean Howard Kinney (født 27. maj 1966) er en amerikansk trommeslager i Alice in Chains.